# Microspasmi
I Microspasmi sono un duo rap italiano fondato nel 1997 a Milano e costituito dal rapper Meddaman (nome d'arte di Salvatore Camedda) e dal produttore Goediman (nome d'arte di Diego Montinaro).

## Storia del gruppo
I due si conoscono nel 1997 durante la realizzazione della raccolta Area di contagio, quando Goedi fa ancora parte del gruppo Clan e Medda degli EnMiCasa e poco tempo dopo si incontrano nuovamente per collaborare alla raccolta 50 MC's. Nel 1998 ha inizio il vero e proprio rapporto lavorativo tra i due. Goedi pubblica il suo lavoro d'esordio La kermesse a cui Medda collabora, ottenendo un buon consenso a livello underground e successivamente partecipa all'album Novecinquanta di Fritz da Cat. Segue quindi la realizzazione dell'EP Scena vera, primo disco a firma di entrambi.
Nel 1999 i due collaborano con l'Area Cronica per la raccolta Nel vortice vol. 3, presentandosi nell'occasione come Microspasmi. Medda nel frattempo collabora ai dischi Classico e Background di Bassi Maestro, Chempions League di Michel e Zeta 2000 Z000 di DJ Zeta.
A marzo 2003 il duo pubblica 13 pezzi per svuotare la pista, a cui collaborano Fede (dei Lyricalz) e Bassi Maestro. Nel 2005 Medda partecipa al 2theBeat, battendo Top nella prima serata ed uscendo in semifinale contro Josa Gun, e nello stesso anno esce il secondo LP 16 punti di sutura, che vede le collaborazioni con Babaman, Turi e Fabri Fibra.
Nel 2016 il ritorno sulla scena dopo anni di silenzio. Il gruppo firma per l'etichetta indipendente Unlimited Struggle con la quale farà uscire un nuovo progetto, l'album Come 11 secondi.

## Formazione
- Meddaman – rapping (1997–presente)
- Goediman – campionatore (1997–presente)

## Discografia

### Studio
- 2003 – 13 pezzi per svuotare la pista
- 2005 – 16 punti di sutura
- 2016 – Come 11 secondi

### EP
- 1998 – Scena vera